# Германн
Ге́рманн — мужское русское личное имя древнегерманского происхождения, заимствованное в начале XX века. Восходит к нем. Hermann, изменённому двухосновному имени Harimann/Herimann, образованному сложением компонентов heri/hari — «войско» и mann — «человек». Не следует путать с именем Герман — традиционным русским личным именем латинского происхождения (от лат. Germanus — «единоутробный», «родной»).